# Ghadamis (gmina w Libii)
Ghadamis (arab. غدامس, Ghadāmis) – gmina w Libii ze stolicą w Ghadamis. 
Liczba mieszkańców – 15 tys.
Kod gminy – LY-GD (ISO 3166-2).
Ghadamis graniczy z gminami:
- Nalut – północny wschód
- Mizda – wschód
- Wadi asz-Szati – południe